# Oleria attalia
Oleria attalia är en fjärilsart som beskrevs av William Chapman Hewitson 1855. Oleria attalia ingår i släktet Oleria och familjen praktfjärilar. Inga underarter finns listade i Catalogue of Life.

## Bildgalleri

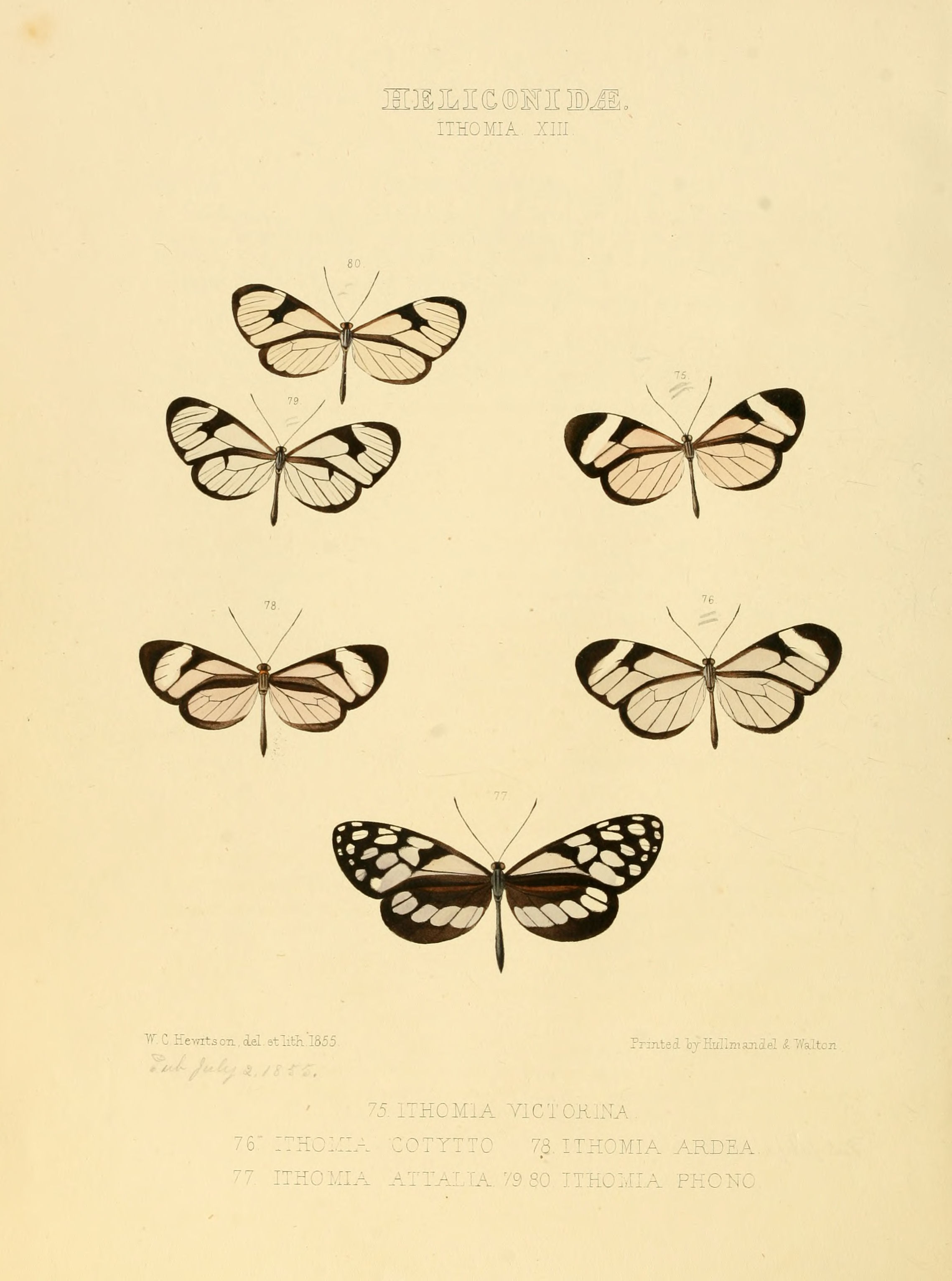
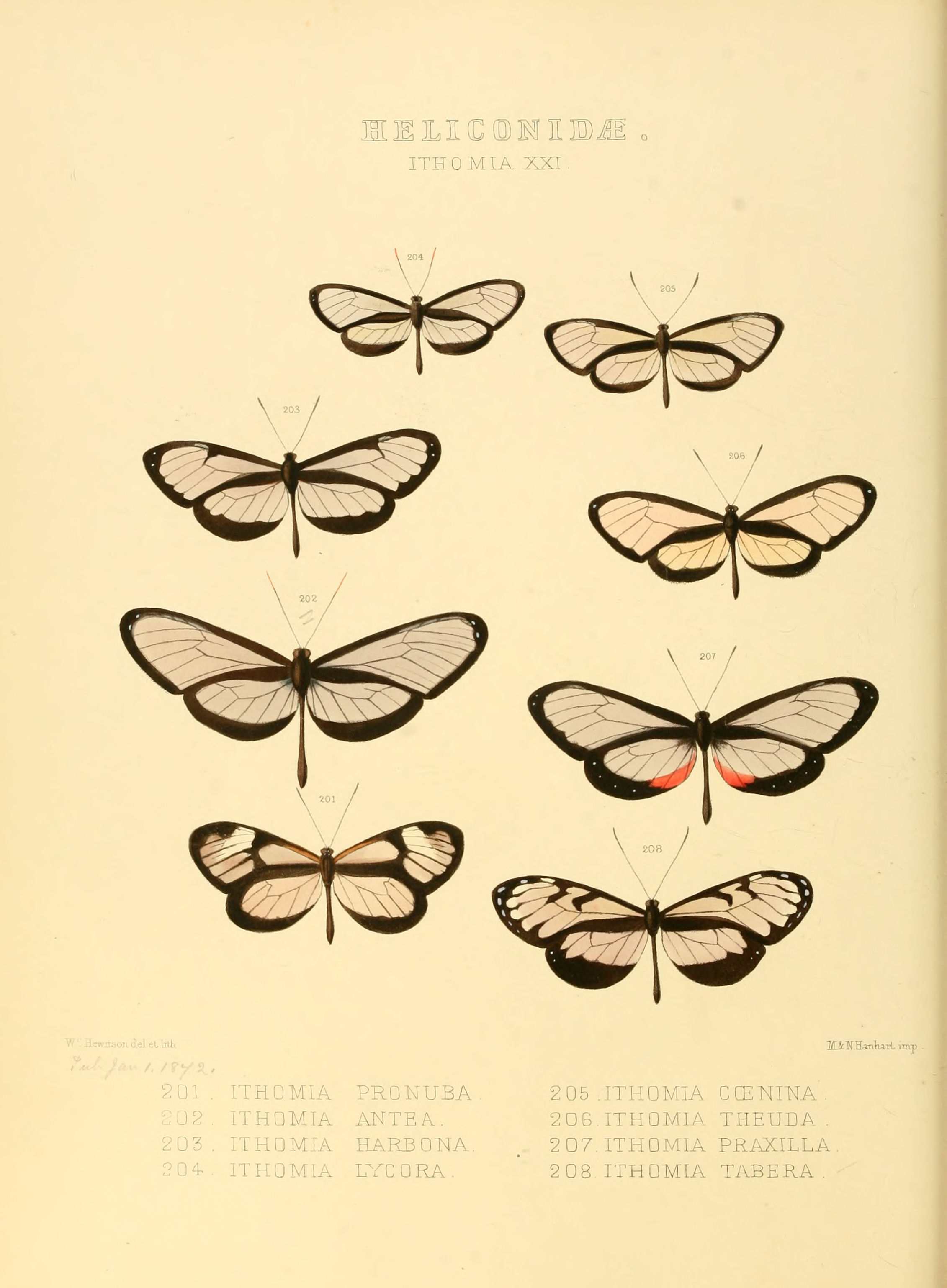